# 124844 Hirotamasao
124844 Hirotamasao è un asteroide della fascia principale. Scoperto nel 2001, presenta un'orbita caratterizzata da un semiasse maggiore pari a 2,3418642 au e da un'eccentricità di 0,2043954, inclinata di 2,35109° rispetto all'eclittica.
L'asteroide è dedicato all'astronomo amatoriale giapponese Masao Hirota.